# Sebastian Ingrosso
Sebastian Ingrosso (ur. 21 kwietnia 1983 w Nacka) – szwedzki DJ i producent muzyczny pochodzenia włoskiego. W latach 2010–2012 razem z Axwell i Steve Angello  tworzył grupę Swedish House Mafia.

## Dyskografia

### Kompilacje
- 2005: Subliminal Sessions Vol. 8 (oraz Steve Angello)
- 2005: Mixmag presents Ibiza 4AM (oraz Steve Angello)
- 2009: Golden Wave (oraz Steve Angello)

### Single
- 2000: "Dreams of Beirut" (oraz Luciano Ingrosso)
- 2000: "Aero" (oraz Unless)
- 2000: "Par Telephone"
- 2001: "Bumber" (oraz Steve Angello jako Outfunk)
- 2001: "All I Can Take" (oraz Steve Angello jako Outfunk)
- 2001: "I Am the One" (oraz Steve Angello jako Outfunk)
- 2002: "Echo Vibes" (oraz Steve Angello jako Outfunk)
- 2002: "Moonflower" (oraz Luciano Ingrosso)
- 2003: "Lost in Music" (oraz Steve Angello jako Outfunk)
- 2004: "Yo Yo Kidz" (oraz Steve Angello)
- 2004: "We Got the Muzik" (oraz John Dahlbäck)
- 2004: "Swing Me Daddy" (jako Mode Hookers)
- 2004: "Cross the Sky" (jako General Moders)
- 2005: "Body Beat"
- 2005: "Walk Talk Acid"
- 2005: "Mode Machine"
- 2005: "Yeah" (oraz Steve Angello)
- 2005: "82-83" (oraz Steve Angello)
- 2005: "Stockholm 2 Paris" (jako First Optional Deal)
- 2005: "Breathe" (jako Mode Hookers)
- 2005: "Together" (oraz Axwell)
- 2006: "Infatuation of a Dancing Belmun"
- 2006: "Click" (oraz Steve Angello)
- 2006: "Lick My Deck" (oraz John Dahlbäck)
- 2006: "I Can't Get Enough" (jako Fireflies; gościnnie: Alexandra Prince)
- 2006: "For Sale" (oraz Steve Angello jako Buy Now!)
- 2007: "Get Dumb" (oraz Axwell, Steve Angello, Laidback Luke)
- 2007: "Umbrella" (oraz Steve Angello)
- 2007: "It's True" (oraz Axwell; versus Salem Al Fakir)
- 2008: "IT" (oraz Steve Angello, Laidback Luke)
- 2008: "Partouze" (oraz Steve Angello)
- 2008: "555" (oraz Steve Angello)
- 2008: "Body Crash" (oraz Steve Angello jako Buy Now!)
- 2008: "Chaa Chaa" (oraz Laidback Luke)
- 2008: "Show Me Love" (oraz Steve Angello, Robin S.)
- 2009: "Meich" (oraz Dirty South)
- 2009: "Everytime We Touch" (oraz David Guetta, Steve Angello, Chris Willis)
- 2009: "Leave the World Behind" (oraz Axwell, Steve Angello, Laidback Luke; gościnnie: Deborah Cox)
- 2009: "How Soon Is Now" (oraz David Guetta, Dirty South; gościnnie: Julie McKnight)
- 2009: "Umbrella" (oraz Steve Angello)
- 2009: "Kidsos"
- 2009: "Laktos"
- 2012: "Calling (Lose My Mind)" (oraz Alesso; gościnnie: Ryan Tedder)
- 2013: "Reload" (oraz Tommy Trash; gościnnie: John Martin)
- 2013: "Roar" (oraz Axwell)
- 2014: "We Come, We Rave, We Love" (oraz Axwell jako Axwell Λ Ingrosso)
- 2014: "Can't Hold Us Down" (oraz Axwell jako Axwell Λ Ingrosso)
- 2014: "Something New" (oraz Axwell jako Axwell Λ Ingrosso)
- 2015: "On My Way" (oraz Axwell jako Axwell Λ Ingrosso)
- 2015: "Sun is Shining" (oraz Axwell jako Axwell Λ Ingrosso) – złota płyta w Polsce[2]
- 2015: "This Time" (oraz Axwell jako Axwell Λ Ingrosso)
- 2016: "Dream Bigger" (oraz Axwell jako Axwell Λ Ingrosso)
- 2016: "Dark River"
- 2016: "Thinking About You" (oraz Axwell jako Axwell Λ Ingrosso)
- 2017: "More Than You Know" (oraz Axwell jako Axwell Λ Ingrosso) – diamentowa płyta w Polsce[3]
- 2017: "Dreamer" (oraz Axwell jako Axwell Λ Ingrosso; gościnnie Trevor Guthrie)
- 2018: "Dancing Alone" (oraz Axwell jako Axwell Λ Ingrosso; gościnnie Romans)

### Remiksy
- 2002: Sheridan – Wants vs. Needs (Sebastian Ingrosso Remix)
- 2002: Robyn – Keep This Fire Burning (Ingrosso & Fader Remix)
- 2003: Arcade Mode – Your Love (Angello & Ingrosso Remix)
- 2004: Dukes of Sluca – Don't Stop (Sebastian Ingrosso Remix)
- 2004: Steve Angello – Euro (Sebastian Ingrosso Remix)
- 2004: Eric Prydz – Call on Me (Angello & Ingrosso Remix)
- 2004: StoneBridge – Put 'Em High (Steve Angello & Sebastian Ingrosso Remix)
- 2004: Alex Neri – Housetrack (Sebastian Ingrosso Remix)
- 2005: In-N-Out – EQ-Lizer (Angello & Ingrosso Remix)
- 2005: Steve Lawler – That Sound (Angello & Ingrosso Remix)
- 2005: Robbie Rivera & StoneBridge – One Eye Shut (Steve Angello & Sebastian Ingrosso Remix)
- 2005: Naughty Queen – Famous & Rich (Angello & Ingrosso Remix)
- 2005: Sahara – Everytime I Feel It (Steve Angello Remix)
- 2005: Full Blown – Some Kinda Freak (Sebastian Ingrosso Remix)
- 2005: The Modern – Industry (Sebastian Ingrosso Mix)
- 2005: Joachim Garraud – Rock the Choice (Sebastian Ingrosso Remix)
- 2005: Moby – Dream About Me (Sebastian Ingrosso Remix)
- 2005: Tony Senghore – Peace (Sebastian Ingrosso Remix)
- 2005: Ernesto vs. Bastian – Dark Side of the Moon (Axwell & Ingrosso Re-Mode RMX)
- 2005: Deep Dish – Say Hello (Angello & Ingrosso Remix)
- 2005: Röyksopp – 49 Percent (Angello & Ingrosso Remix)
- 2005: DJ Flex & Sandy W – Love for You (Angello & Ingrosso Remix)
- 2006: Ultra DJ's – Me & U (Steve Angello & Sebastian Ingrosso Edit)
- 2006: Justin Timberlake – My Love (Angello & Ingrosso Remix)
- 2006: Eric Prydz vs. Floyd – Proper Education (Sebastian Ingrosso Remix)
- 2006: Julien Jabre – Swimming Places (Sebastian Ingrosso Re-Edit)
- 2007: Hard-Fi – Suburban Knights (Angello & Ingrosso Remix)
- 2008: Felix Da Housecat feat. P. Diddy – Jack U (Angello & Ingrosso Remix)
- 2010: Mohombi – Bumpy Ride (Sebastian Ingrosso Remix)
- 2010: Miike Snow – Silvia (Sebastian Ingrosso & Dirty South Remix)
- 2011: Chris Brown feat. Benny Benassi – Beautiful People (Sebastian Ingrosso Edit)